# Dichromia completa
Dichromia completa är en fjärilsart som beskrevs av W. Warren 1913. Dichromia completa ingår i släktet Dichromia och familjen nattflyn. Inga underarter finns listade i Catalogue of Life.